# Живанкова Світлана Василівна
Світлана Василівна Живанкова (нар. 10 липня 1937) — українська акторка.
Народилася 10 липня 1937 р. у Донецьку в родині службовця. 
Закінчила театральну студію Ворошиловградського музично-драматичного театру (1957) і була його акторкою.

## Фільмографія
Знялася у фільмах:
- «Літа молодії» — Олекса й Наталка
- «Чорноморочка» — Софійка
- «Дивак-людина» — Ксюта
- «Ніколи» — Галя
- «Черьомушки» («Ленфільм») — Люся
- «П'ядь землі» («Мосфільм») — Муся

а також у фільмах «День Ангела», «Вертикаль» та ін. В 1963–1988 рр. була членкинею Спілки кінематографістів України.